# Стритеж на Бечви
Стритеж на Бечви (чеш. Střítež nad Bečvou) је насељено мјесто са административним статусом сеоске општине (чеш. obec) у округу Всетин, у Злинском крају, Чешка Република.

## Становништво
Према подацима о броју становника из 2014. године насеље је имало 851 становника.